# Kościół Trzech Króli w Kolnie
Kościół Trzech Króli – rzymskokatolicki kościół parafialny należący do dekanatu Biskupiec Reszelski archidiecezji warmińskiej.
Obecny kościół został wzniesiony w końcu XIV wieku i nosił wezwanie świętego Jakuba. W 1758 roku biskup Adam Stanisław Grabowski ponownie konsekrował świątynię, ku czci Trzech Króli. W 1890 roku budowla została rozbudowana o neogotycki transept, prezbiterium z zakrystiami oraz wieżę z kaplicami i kruchtami z lewej i prawej strony.
Jest to świątynia gotycka (elementy późniejsze reprezentują styl neogotycki), orientowana, wybudowana na planie prostokąta. Do jej budowy zostały użyte cegły oraz kamienie polne. Od strony zachodniej do korpusu kościoła jest dobudowana wieża o pięciu kondygnacjach, wzniesiona na planie kwadratu. W jej bryle znajdują się wąskie ostrołukowe okna, a zwieńczona jest spiczastym dachem hełmowym. Na skrzyżowaniu transeptu z nawą główną jest umieszczona sygnaturka. Korpus budowli, podparty przyporami w narożnikach, jest zwieńczony szczytami schodkowo-sterczynowymi. Gotycki szczyt wschodni jest ozdobiony również małymi blendami. Salowe wnętrze jest nakryte sklepieniami kolebkowymi.